# 쿨 (드라마)
《쿨》은 2001년 7월 9일부터 2001년 8월 28일까지 방송했던 KBS 2TV 월화 드라마였는데 방송 전 캐스팅 문제로 어려움을 겪은 것도 있었지만 벗기기 논란으로 비난을 샀고 결국 기대 이하의 성적에 그쳤다.

## 제작진

### 극본
- 박언희

### 연출
- 이민홍
- 지영수

## 등장 인물
- 구본승 : 강지훈 역
- 소유진 : 한소연 역
- 김승수 : 이승우 역
- 김지영 : 최세라 역
- 길용우 : 강지훈의 아버지, 강주천 역
- 양미경 : 한소연의 어머니, 송미숙 역
- 오대규 : 박현재 교수 역
- 성동일 : 장명호 대리 역
- 임경옥 : 김수정 팀장 역
- 엄춘배 : 박경호 부장 역
- 오지호 : 서필립 역
- 지우 : 하상미 역
- 최정원 : 최미희 역
- 최성준 : 최세현 역
- 이세창 : 명기준 역
- 하재영 : 판타스틱 사장 역
- 황인영 : 강지영 역
- 이정섭 : 엑스트라 역
- 황인혁 : 손형섭 역
- 강민석